# Circinotrichum falcatisporum
Circinotrichum falcatisporum är en svampart som beskrevs av Kris A. Pirozynski 1962. Circinotrichum falcatisporum ingår i släktet Circinotrichum, divisionen sporsäcksvampar och riket svampar.   Inga underarter finns listade i Catalogue of Life.